# Entomogramma antica
Entomogramma antica là một loài bướm đêm trong họ Erebidae.